# 海ノ口郵便局
海ノ口郵便局（うみのくちゆうびんきょく）は、長野県南佐久郡南牧村にある郵便局。民営化前の分類では集配特定郵便局であった。

## 概要
住所：〒384-1399 長野県南佐久郡南牧村海ノ口981-1

## 沿革
- 1874年（明治7年）3月1日 - 海ノ口郵便取扱所として開設[1]。
- 1875年（明治8年）1月1日 - 海ノ口郵便局（五等）となる。
- 1885年（明治18年）10月1日 - 貯金取扱を開始。
- 1894年（明治27年）1月1日 - 為替取扱を開始。
- 1968年（昭和43年）8月25日 - 海尻郵便局から和文電報配達業務の一部[2]を移管[3]。
- 1972年（昭和47年）7月19日 - 電話交換業務を小海電報電話局に移管。
- 1972年（昭和47年）9月1日 - 海ノ口南簡易郵便局の廃止に伴い、取扱事務を承継。
- 2007年（平成19年）3月12日 - 川上郵便局から「384-14xx」区域の集配業務を移管[4]。
- 2007年（平成19年）10月1日 - 民営化に伴い、併設された郵便事業佐久支店海ノ口集配センターに一部業務を移管。
- 2012年（平成24年）10月1日 - 日本郵便株式会社発足に伴い、郵便事業佐久支店海ノ口集配センターを海ノ口郵便局に統合。
- 2016年（平成28年）6月20日 - 「384-14xx」区域（南佐久郡川上村の全域）の集配業務を川上郵便局に再移管。

## 取扱内容
- 郵便、印紙、ゆうパック、内容証明
- 貯金、為替、振替、振込、国際送金、国債
- 生命保険、バイク自賠責保険
- 宝くじの販売
- ゆうちょ銀行ATM
- 「384-13xx」区域（南佐久郡南牧村の全域）の集配業務

## 風景印
- 図案は『八ヶ岳』・『野辺山高原放牧』
- 使用開始日は1952年（昭和27年）6月1日

## 周辺
- 南牧村役場
- 南牧村立南牧北小学校
- 南牧村立南牧中学校
- 海ノ口温泉
- うそ沢温泉
- 千曲川

## アクセス
- JR小海線 佐久海ノ口駅から北へ約100m（徒歩約1分）
- 国道141号沿い
- 駐車場あり：6台